# Hanomag 2/10 PS
Hanomag 2/10 PS – niemiecki samochód osobowy produkowany przez przedsiębiorstwo Hanomag w Hanowerze w latach 1925–1928, potocznie nazywany „Kommissbrot”.

## Historia i opis pojazdu
Hanomag 2/10 PS (2 osoby/10 koni mechanicznych) to zaprojektowany przez Karl Pollicha i Fidelis Böhlera małolitrażowy samochód. Założeniem było skonstruowanie jak najtańszego prostego popularnego środka transportu. Z powodu karoserii z płaskimi bocznymi ścianami, bez wystających na boki błotników, przypominającej bochenek chleba razowego, żartobliwie nazywano go „Kommissbrot” (z niem. komiśniak). Dzięki umieszczeniu silnika z tyłu, przód nadwozia był zaokrąglony.
Czterosuwowy jednocylindrowy silnik o pojemności 502 cm³, pozwalał na osiągnięcie przez samochód maksymalnej prędkości 60 km/h. Jednocześnie zastosowanie takiego silnika pozwalało na ograniczenie zużycia benzyny do 4 litrów na 100 kilometrów, co było rekordowym niskim zużyciem paliwa wśród wszystkich produkowanych seryjnie samochodów przed II wojną światową.
2/10 PS wyróżniał się nowatorską karoserią, z kabiną na całą szerokość samochodu i zintegrowanymi błotnikami, co dawało więcej przestrzeni dla kierowcy i pasażera, będącą pierwowzorem późniejszego stylu pontonowego. Z uwagi na niewielki – metrowy rozstaw kół, dla uproszczenia zrezygnowano z dyferencjału. Tylna oś napędzana była łańcuchem. Z przodu samochód posiadał jeden reflektor.
Do 1928 roku wyprodukowano łącznie 15 755 sztuk samochodu o nadwoziach typu sedan, roadster, kabriolet i lando. Cena wynosiła 2300 marek.

## Galeria

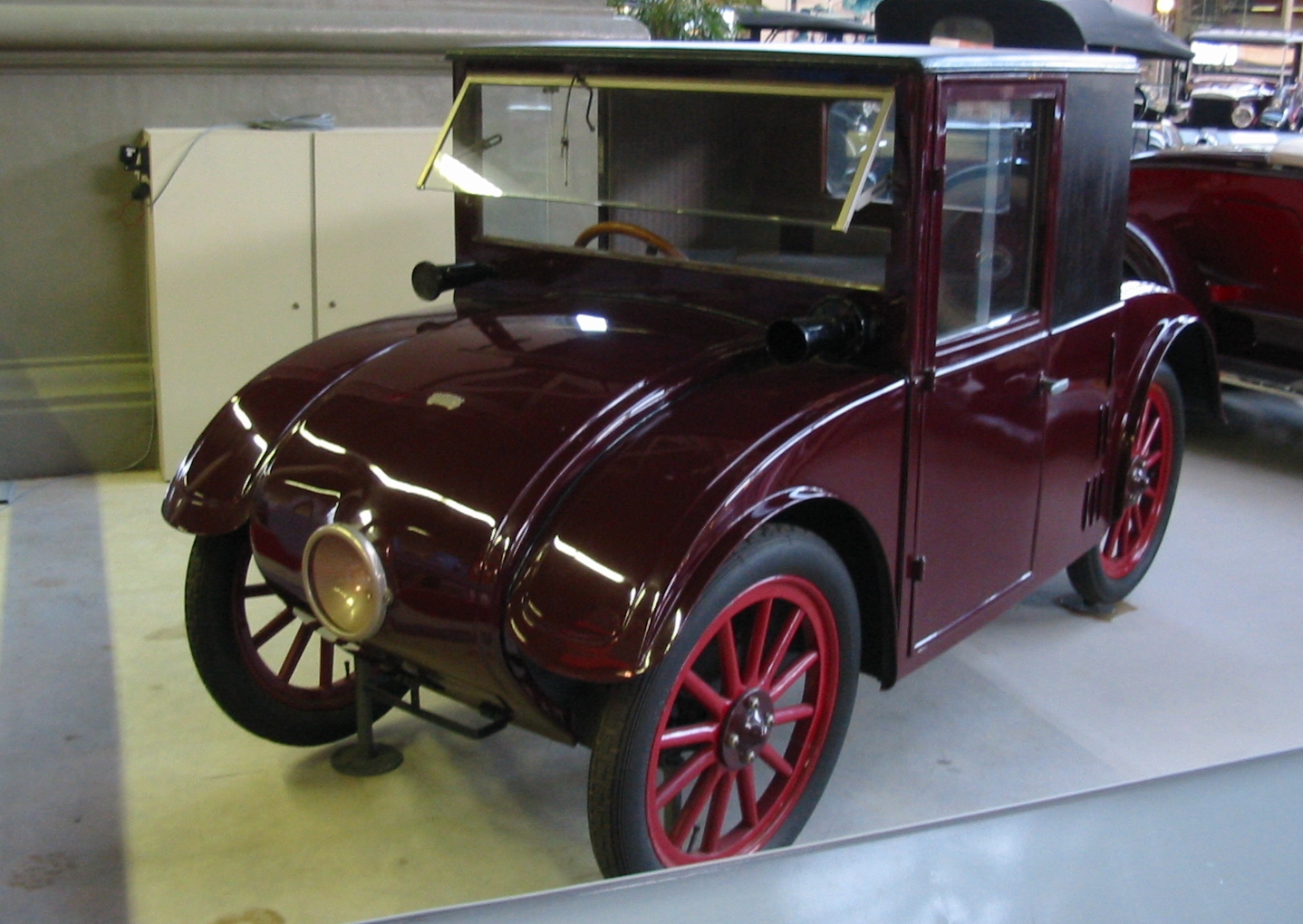
Hanomag 2/10 PS sedan
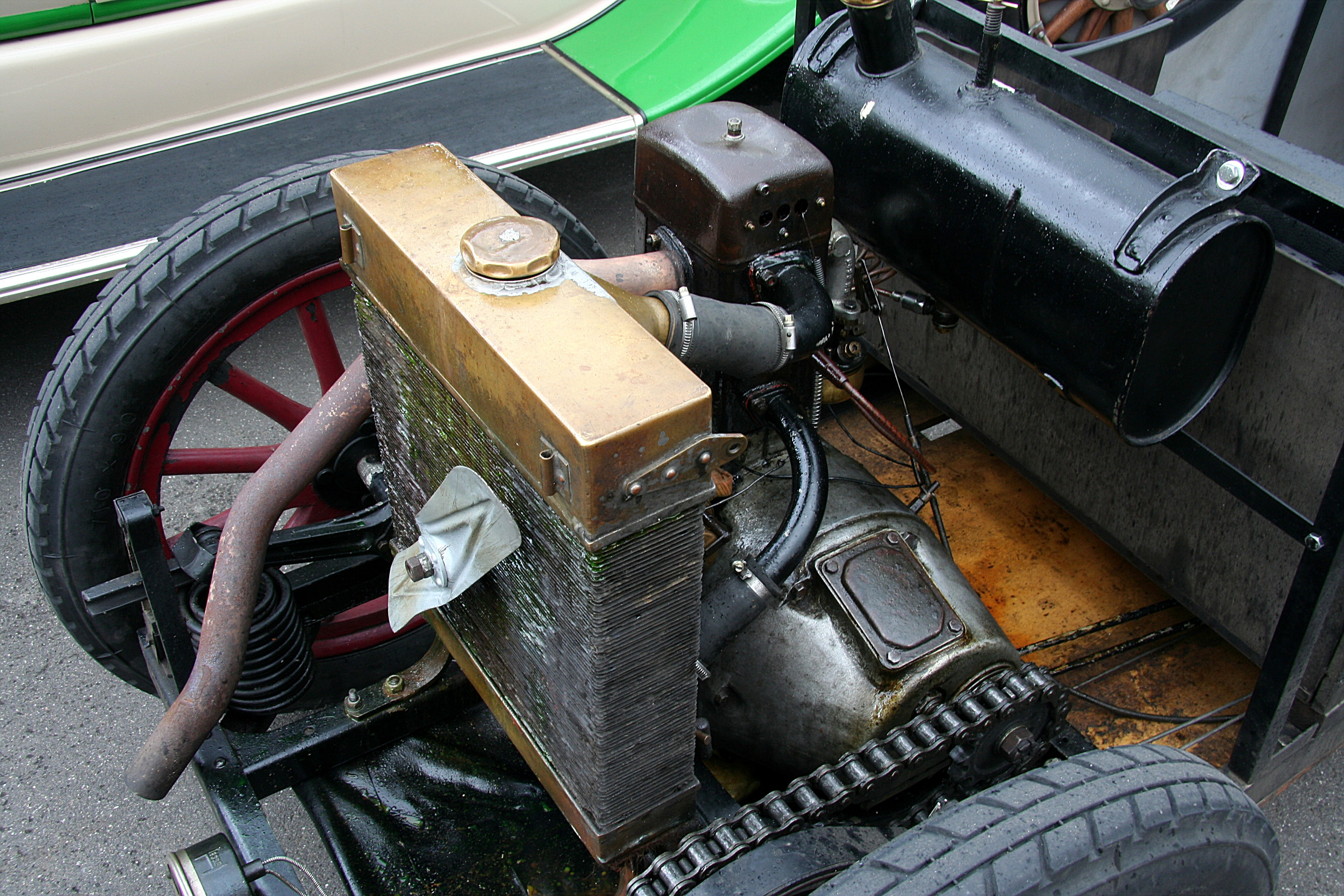
Silnik i chłodnica
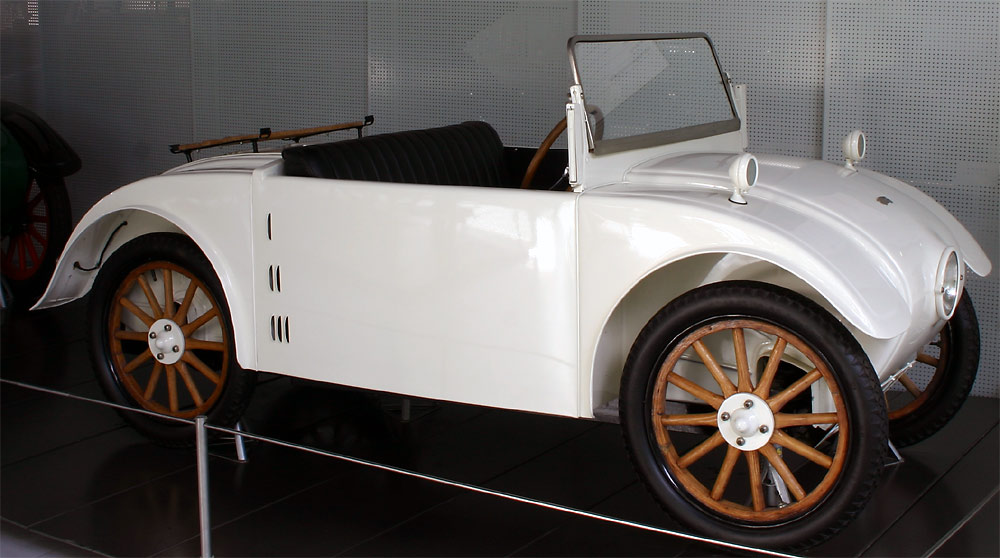
Roadster
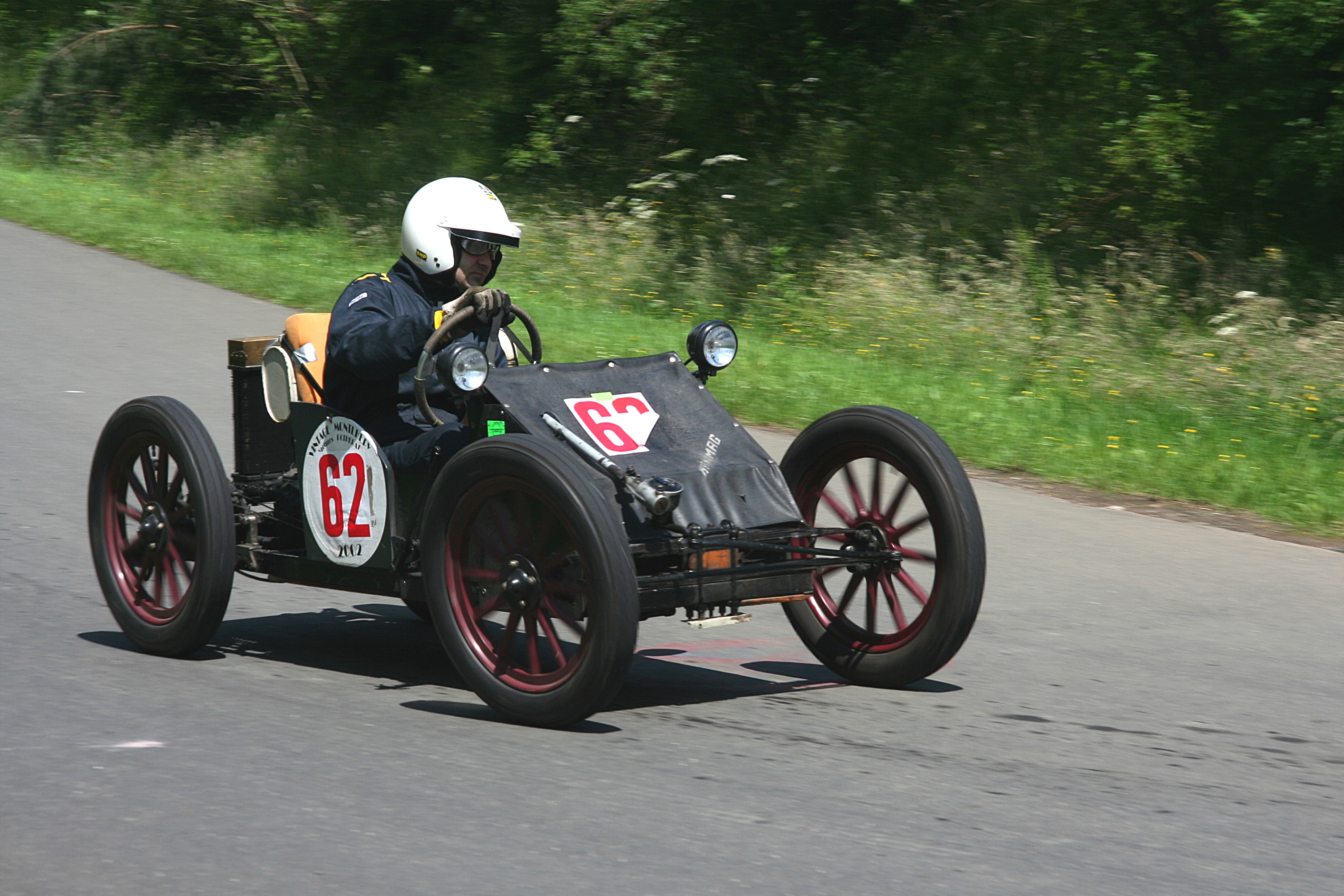
Wersja wyścigowa
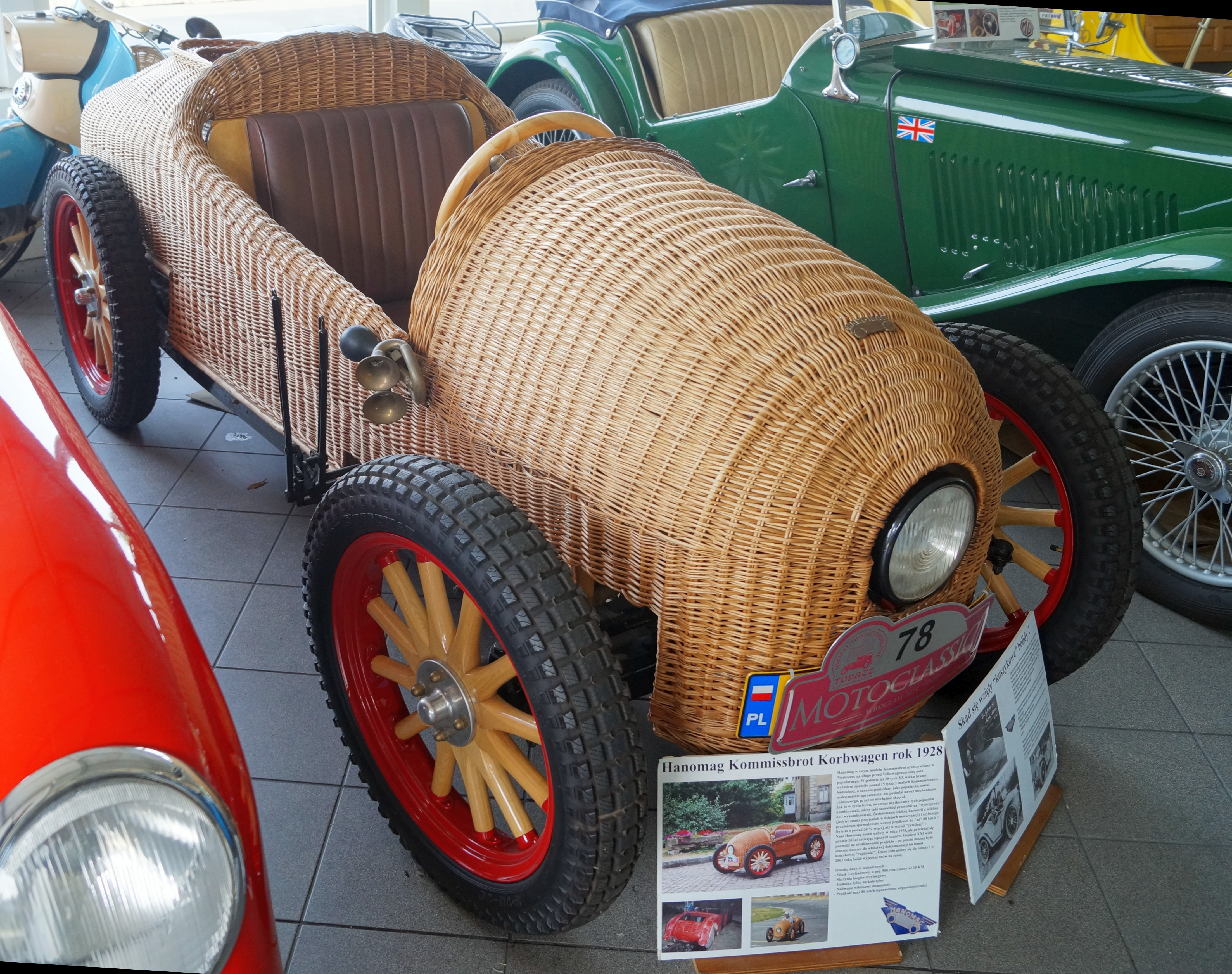
Wersja wyścigowa z lekką karoserią wykonaną z wikliny